# Marito e moglie
Pour plus de détails, voir Fiche technique et Distribution.
Marito e moglie est un film italien en deux épisodes réalisé et interprété par Eduardo De Filippo, sorti en 1952.

## Fiche technique
- Titre : Marito e moglie
- Réalisation : Eduardo De Filippo
- Scénario : Eduardo De Filippo et Turi Vasile
- Photographie : Pier Ludovico Pavoni
- Montage : Gisa Radicchi Levi
- Musique : Nino Rota
- Son : Ercole Pace (it), Tullo Parmegiani
- Producteur : Paolo Moffa
- Société de production : Film Costellazione
- Pays de production :  Italie
- Langage : Italien
- Format : Noir et blanc — 35 mm — 1,37:1 — Son : Mono
- Genre : Comédie
- Durée : 91 minutes
- Date de sortie :
  - Italie : 1952

## Distribution
- Eduardo De Filippo : Matteo Cuomo / Gennaro Imparato
- Tina Pica : Rosalia / tante Fedora
- Titina De Filippo : Concetta Imparato
- Riccardo Frera :
- Amedeo Girardi :
- Ellida Lorini : Teresinella
- Luciana Vedovelli : Anna Maria
- Giuseppe Pica : L'idiot de fils
- Sergio Corti :